# Женская сборная Китая по шахматам
Женская сборная Китая по шахматам представляет Китай на женских международных шахматных турнирах. Контроль и организацию осуществляет Китайская шахматная федерация. Наивысший рейтинг сборной — 2537 (2000).

## Международные турниры
| Шахматная олимпиада | Шахматная олимпиада | Шахматная олимпиада |
| Год                 | Город               | Место               |
| ------------------- | ------------------- | ------------------- |
| 1980                | Ла-Валлетта         | 6 место             |
| 1982                | Люцерн              | 5 место             |
| 1984                | Салоники            | 5 место             |
| 1986                | Дубай               | 4 место             |
| 1988                | Салоники            | 4 место             |
| 1990                | Нови-Сад            | Бронза              |
| 1992                | Манила              | Бронза              |
| 1994                | Москва              | Бронза              |
| 1996                | Ереван              | Серебро             |
| 1998                | Элиста              | Победитель          |
| 2000                | Стамбул             | Победитель          |
| 2002                | Блед                | Победитель          |
| 2004                | Кальвиа             | Победитель          |
| 2006                | Турин               | Бронза              |
| 2008                | Дрезден             | 8 место             |
| 2010                | Ханты-Мансийск      | Серебро             |
| 2012                | Стамбул             | Серебро             |
| 2014                | Тромсё              | Серебро             |
| 2016                | Баку                | Победитель          |
| 2018                | Батуми              |                     |
| 2020                | Ханты-Мансийск      |                     |

| Командный чемпионат мира | Командный чемпионат мира | Командный чемпионат мира |
| Год                      | Город                    | Место                    |
| ------------------------ | ------------------------ | ------------------------ |
| 2007                     | Екатеринбург             | Чемпион                  |
| 2009                     | Нинбо                    | Чемпион                  |
| 2011                     | Мардин                   | Чемпион                  |
| 2013                     | Астана                   | Серебро                  |
| 2015                     | Чэнду                    | Бронза                   |

## Статистика
| Турнир                   | Участий | Годы      | Лучший результат                 |
| ------------------------ | ------- | --------- | -------------------------------- |
| Шахматная олимпиада      | 19      | 1980—2016 | 5 (1998, 2000, 2002, 2004, 2016) |
| Командный чемпионат мира | 5       | 2007—2015 | 3 (2007, 2009, 2011)             |

## Состав сборной

### Состав сборной 2013
| Доска         | Шахматистка    | Рейтинг |
| ------------- | -------------- | ------- |
| 1-я           | Цзюй Вэньцзюнь | 2505    |
| 2-я           | Хуан Цянь      | 2476    |
| 3-я           | Тань Чжунъи    | 2471    |
| 4-я           | Го Ци          | 2435    |
| резервная     | Шэнь Ян        | 2415    |
| Сборная Китая | Сборная Китая  | 2472    |

### Гвардейцы
Чаще других за сборную выступали: 

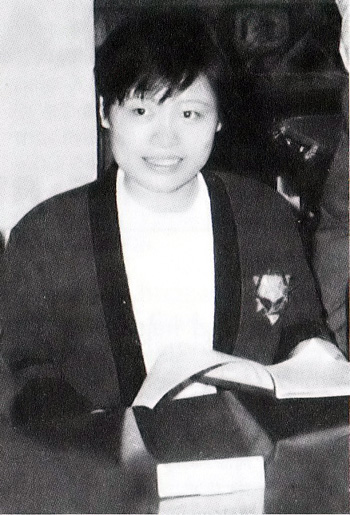
Се Цзюнь — бессменный лидер сборной 1990-х годов.

- На шахматных олимпиадах: Се Цзюнь — 8 раз. (1988—2000, 2004)
- На командных чемпионатах мира по 3 раза выступили: 
  - Хоу Ифань
  - Хуан Цянь
  - Цзюй Вэньцзюнь
  - Шэнь Ян
  - Чжао Сюэ

### Трансферы
| Ушли         | Ушли       | Ушли |
| Шахматистка  | Куда       | Год  |
| ------------ | ---------- | ---- |
| Пэн Чжаоцинь | Нидерланды | 1998 |

## Достижения

### Сборной
Шахматная олимпиада
- Пятикратный победитель — 1998, 2000, 2002, 2004, 2016
- Трёхкратный серебряный призёр — 1996, 2010, 2012, 2014
- Четырехкратный бронзовый призёр — 1990, 1992, 1994, 2006

Всего: 12 медалей
Командный чемпионат мира по шахматам
- Трёхкратный чемпион — 2007, 2009, 2011
- Серебряный призёр — 2013
- Бронзовый призёр — 2015

Всего: 5 медали

### Индивидуальный зачёт
Шахматная олимпиада
5 золотых медалей в личном зачёте на шахматных олимпиадах завоевала Чжао Сюэ, 4 — Чжу Чэнь.
Командный чемпионат мира по шахматам
По 3 золотых медалей завоевали Чжао Сюэ и Цзюй Вэньцзюнь.